# Félix Bouvet
Pour les articles homonymes, voir Bouvet.
Félix Bouvet, né le 16 juin 1991, est un kayakiste français spécialisé dans le kayak monoplace (K1) de descente de rivière.

## Biographie
Felix Bouvet est né le 16 juin 1991 à Clermont-Ferrand. Il prend sa première licence au club de canoë-kayak de Cournon d'Auvergne (CCKC) en 2000, soit à l'âge de 9 ans. C'est au sein de ce club qu'il apprend les rudiments de ce sport et qu'il découvre la compétition. Il participe pour la première fois aux championnats de France en 2007, sur l'Isère à Bourg-Saint-Maurice.  
Felix Bouvet est licencié au club de Marsac sur l'Isle depuis 2016, il travaille chez HYDROSTADIUM à Annecy en tant qu'ingénieur d'affaires eau-vive spécialisé dans la conception de stade d'eaux-vives pour la pratique du canoë-kayak.

## Palmarès

### Championnats du monde
- 2022 à Treignac,  France
  -  Médaille d'or en classique K1 par équipe
  -  Médaille d'argent en sprint K1 par équipe[1]

- 2019 à La Seu d'Urgell,  Espagne
  -  Médaille d'argent en sprint K1 [2]
  -  Médaille d'argent en sprint K1 par équipe[3]

- 2009 à Buoch,  Suisse, Junior
  -  Médaille d'or en classique K1 par équipe[4]

### Championnats d'Europe
- 2021 à Sabero,  Espagne
  -  Médaille d'argent en classique K1 par équipe[5]
  -  Médaille d'argent en sprint K1 par équipe[6]
- 2019 à Bovec,  Slovénie
  -  Médaille de bronze en sprint K1 par équipe

### Coupe du monde
- 2021 à Treignac,  France
  -  Médaille d'argent en classique K1 (manche 4)[7]
  -  Médaille de bronze en sprint K1 (manche 5)
  -  Médaille d'argent en mass-start K1 (manche 6)[8]
- 2021 à Banja Luka,  Bosnie-Herzégovine
  -  Médaille d'argent en sprint K1 (manche 1)[9]
- 2019 à Nujiang,  Chine
  - Vainqueur du classement général de la Coupe du Monde
  -  Médaille d'argent en mass-start K1 (manche 3)
- 2019 à Treignac,  France
  -  Médaille d'or en classique K1[10],[11] (manche 1)
  -  Médaille d'argent en sprint K1[11] (manche 2)
- 2018 à Banja Luka,  Bosnie-Herzégovine
  -  Médaille d'or en classique K1[12] (manche 1)
- 2014 à Lofer,  Autriche
  -  Médaille de bronze en classique K1 (manche 1)
  -  Médaille de bronze en classique K1 (manche 3)

### Championnats de France
- Sprint :
  -  Médaille d'argent en K1 en 2021[13]
  -  Médaille d'or en K1 par équipe 2019 et 2022
  -  Médaille d'argent en K1 par équipe 2018
- Classique :
  -  Médaille d'or en K1 en 2023
  -  Médaille d'argent en K1 en 2019 et 2021[13]
  -  Médaille de bronze en K1 en 2022 et 2008 (Junior)
  -  Médaille d'or en K1 par équipe 2016, 2017, 2018 et 2021
  -  Médaille d'argent en K1 par équipe 2023
- Mass-Start :
  -  Médaille d'argent en K1 en 2021 et 2023[13]
  -  Médaille de bronze en K1 en 2019